# Eckhart Tolle
Eckhart Tolle (IPA [ˈɛk.haʁt ˈtɔlə], született Ulrich Leonard Tölle néven, Lünen, 1948. február 16. – ) német származású kanadai író, előadó, spirituális tanító, A most hatalma és az Új Föld című bestsellerek szerzője. 
Németországban született, de Spanyolországban nőtt fel. 19 évesen Angliába költözött és a Cambridge-i Egyetemen tanult. Egy állítólagos spirituális ébredés után abbahagyta tanulmányait és később spirituális tanítóként kezdett dolgozni. Napjainkban leginkább a kanadai Vancouverben él. 
2008-ban a The New York Times egy cikkében a „kanadai nemzet legnépszerűbb spirituális tanítójaként” utaltak rá. Könyveiben önmagát megvilágosodott emberként határozza meg,[forrás?] aki megszabadult az egó minden kötöttségétől és kényszerétől.

## Élete
Elmondása szerint a Németországban és Spanyolországban eltöltött, boldogtalan gyermekkora után fiatal, depressziós felnőttként Angliában élt, ahol – saját szavaival élve – egyfajta „belső átalakuláson” ment keresztül. „A legnagyobb boldogság leírhatatlan állapotában eltöltött”, néhány évnyi hajléktalanság után vált spirituális tanítóvá. Ezután Észak-Amerikába költözött, ahol megírta nagy sikerű könyveit.

## Munkássága
1997-ben publikálta könyvét, A most hatalmát, mely nagy sikert aratott és 2000-ben felkerült a The New York Times Best Seller listájára.
2009-re A most hatalma és a másik fő műve, az Új Föld három-, illetve ötmillió példányban fogyott el Észak-Amerikában. 2008-ban Tolle egy tízrészes webináriumban tűnt fel és szerepelt Oprah Winfrey beszélgetős műsorában is, melyet körülbelül 35 millió néző követett figyelemmel.
Könyvei és tanításai számos kommentárt váltottak ki újságírói és teológiai körökből. Saját bevallása szerint egy bizonyos vallással sem azonosul, de írásait a spirituális tanítások széles skálája inspirálta. Írásaiban egyaránt megtalálhatóak a Buddhától, Ramana Maharsitől és Niszargadatta Mahárádzstól átvett gondolatok, tanítások, valamint a misztikus irányzatokra, mint például a gnosztikus kereszténységre, az iszlám szúfizmusra, a zsidó kabbalára, vagy Jézusra, a Bhagavad Gítára vagy a buddhista zenre és dzogcsenre való utalások, s ezek többségéről saját felismeréseként beszél.
Tolle – bár a tanításaiban hangsúlyozza a vagyon halmozása és a jogdíjak értelmetlenségét – napjainkban a világ tíz legvagyonosabb önfejlesztő guruinak egyike, 15 millió dolláros vagyonával (kb. 4 milliárd Forint) a középmezőnyben helyezkedik el. Üzleti vállalkozása, a Tolle Teachings Inc. könyvkiadással, CD- és DVD-kiadással, előadások szervezésével és megtartásával foglalkozik, valamint saját, fizetős online televíziós csatornát üzemeltet, nagy mennyiségű jogdíjas tartalommal. Előadásai a magas részvételi díjak mellett is telt házasak, és hatalmas érdeklődésre tartanak számot.

## Művei magyarul

### Könyvek
- A most hatalma. Útmutató a megvilágosodáshoz; ford. Domján László, Jónai Hava; Agykontroll, Budapest, 2001, ISBN 978-963-7959-69-1
- Megszólal a csend; ford. Domján László; Agykontroll, Budapest, 2003, ISBN 963-7959-85-8
- A most hatalma a gyakorlatban. Nélkülözhetetlen tanítások, meditációk és gyakorlatok a pillanat erejének felismeréséhez; ford. Tótisz András; Édesvíz, Budapest, 2003, ISBN 978-963-529-023-9
- Új föld. Ráébredni életed céljára; ford. Domján László; Agykontroll, Budapest, 2006, ISBN 978-963-7491-08-5
- Eckhart Tolle–Robert S. Friedman: Milton titka. Fedezd fel a most erejét!; ford. Domján László; Agykontroll Kft., Budapest, 2009, ISBN 978-963-7491-22-1
- "Kísérő" Eckhart Tolle A most hatalma (útmutató a megvilágosodáshoz) című könyvéhez. Eckhart Tolle előadásának magyarra fordított anyaga; ford. Parádi József; Agykontroll, Budapest, 2002 + 3 hangkazetta
- Findhorn-lelkigyakorlat. Csend a világ közepén. Eckhart Tolle természetfotói és válogatott idézetek a lelkigyakorlatból; ford. Kovács Zsuzsa; Édesvíz, Budapest, 2007
- Miért fontos, hogy rendkívüliek legyünk? Eckhart Tolle és dr. Wayne W. Dyer legendás beszélgetése. A beszélgetés teljes szövege; ford. Makra Júlia; Bioenergetic, Budapest, 2015 + DVD
- Ki kérdezi, hogy ki vagyok én? Eckhart Tolle és Deepak Chopra beszélgetése létünk transzcendens dimenziójáról. A beszélgetés teljes szövege; ford. Kernács Rebeka; Bioenergetic, Budapest, 2016 + DVD
- Megvilágosodott kapcsolatok. A jelenlét begyakorlásának végső terepe; ford. Domján László; Agykontroll, Budapest, 2018 + CD
- Egység az élettel. Ébredj egy új életre a most hatalmában; ford. Hegedűs Péter; Édesvíz, Budapest, 2021
- Új föld. Ébredj rá életed céljára!; ford. Hegedűs Péter; Édesvíz, Budapest, 2022

### DVD-k
- Csend a világ közepén, Édesvíz Kft., 2007, ISBN 978-963-528-958-5
- Az örökkévaló megérintése, Agykontroll Kft., 2010, ISBN 978-963-7491-01-6

## Fordítás
- Ez a szócikk részben vagy egészben  az   Eckhart Tolle című angol Wikipédia-szócikk ezen változatának fordításán alapul.  Az eredeti cikk szerkesztőit annak laptörténete sorolja fel. Ez a jelzés csupán a megfogalmazás eredetét és a szerzői jogokat jelzi, nem szolgál a cikkben szereplő információk forrásmegjelöléseként.